# Jan Van Der Auwera
Jan Baptist Isabella Van Der Auwera (ur. 9 stycznia 1924 w Mechelen, zm. 17 marca 2004) – belgijski piłkarz grający na pozycji obrońcy. Był reprezentantem Belgii.

## Kariera klubowa
Przez całą swoją piłkarską karierę był związany z klubem KRC Mechelen, w którym w sezonie 1947/1948 zadebiutował w pierwszej lidze belgijskiej. Wraz z KRC Mechelen wywalczył wicemistrzostwo Belgii w sezonie 1951/1952. W 1954 roku zakończył karierę.

## Kariera reprezentacyjna
W reprezentacji Belgii zadebiutował 24 kwietnia 1949 roku w wygranym 2:0 towarzyskim meczu z Irlandią, rozegranym w Dublinie. Od 1945 do 1954 roku rozegrał 23 mecze w kadrze narodowej.